# Torrespaña
Torrespaña, coneguda popularment com a el Pirulí, és una torre de comunicacions pertanyent a l'empresa Cellnex Telecom (abans va pertànyer a Retevisión i RTVE) i situada a Madrid (Espanya), a la confluència del carrer d'O'Donnell amb l'autovia de circumval·lació M-30. A més, Torrespaña és el nom del complex que tenen els Serveis Informatius centrals de TVE al costat de la torre. Allà es produeixen els "Telediarios" i els programes informatius dels canals públics espanyols La 1, La 2 i el Canal 24 Horas. La nova divisió de Mitjans Interactius de RTVE (iRTVE) té també la seva seu en aquest complex.
Torrespaña té una alçada de 220 metres (232 metres amb l'antena de comunicacions). Va començar a aixecar-se el 17 de febrer del 1981, acabant aquesta en tretze mesos. La inauguració va ser el 7 de juny del 1982, just a punt per utilitzar la torre durant la Campionat del Món de futbol Espanya-82. La torre va ser construïda per una unió temporal d'empreses formada per les empreses espanyoles Dragados i Agroman, amb projecte de l'arquitecte Emilio Fernández Martínez de Velasco. Té una superfície interior de 1.945 m².
El 2003 va passar a pertànyer al grup Abertis, després d'haver estat prèviament propietat primer de RTVE i més tard de Retevisión. Les instal·lacions situades a la base sí que són el complex de RTVE on hi ha la base de l'ens audiovisual, els platós dels informatius, la redacció principal i la seu del Canal 24 hores.
Sobre el fust de 120 metres apareix el volum del centre de control que es compon de quatre plantes, tancades amb panells d'acer. Per sobre s'eleven quatre plataformes per a les antenes i, finalment, una antena de 45 metres. L'accés a les zones superiors de la torre, només permès al personal que treballa en elles, es realitza mitjançant un ascensor instal·lat a l'interior del fust. L'escala té 1.208 esglaons.
Des de Torrespaña s'emeten vuit cadenes de televisió, catorze cadenes de ràdio analògica FM, divuit canals de ràdio digital (DAB) i vint canals de televisió digital terrestre.